# Kawachi (cuirassé)
Le Kawachi (河内), nommé d'après la province de Kawachi, est un cuirassé de type Dreadnought, navire de tête de sa classe construit pour la marine impériale japonaise dans les années 1910.     

## Historique
Pendant la Première Guerre mondiale, il bombarde les fortifications allemandes à Tsingtao pendant la bataille de Tsingtao en 1914. Comme son sister-ship Settsu, ce sera son seul déploiement durant la Grande guerre. Il coula accidentellement en 1918 après une explosion dans sa sainte-barbe, entraînant la perte de plus de 600 officiers et membres d'équipage. 
Rayé de la liste de la marine le 21 septembre 1918, l'épave a été partiellement démantelée, bien que la majeure partie de sa coque ait été abandonnée sur place pour servir de récif artificiel.